# Határköltség
A határköltség a mikroökonómiai termeléselméletben egy „nagyon kicsi” pótlólagos jószágegység kibocsátásából eredő költség. A határköltségfüggvény (határköltséggörbe) definíció szerint az összköltségfüggvény első deriváltja. A határköltség jele az angol „marginal cost” (határköltség) alapján MC.
A határköltségfüggvény egy olyan derékszögű koordináta-rendszerben ábrázolható, amelynek vízszintes tengelyén a kibocsátást, függőleges tengelyén pedig a költséget tüntetjük fel.

## Megállapítások
- Ha a határköltség pozitív, az összköltségfüggvény szigorúan monoton növekvő; ha a határköltség negatív, az összköltségfüggvény szigorúan monoton csökkenő.
- Ha a határköltségfüggvény növekvő, az összköltségfüggvény konvex; ha a határköltségfüggvény csökkenő, az összköltségfüggvény konkáv.
- A határköltségfüggvény az átlagos változó költségfüggvényt és az átlagköltségfüggvényt azok minimumában metszi.
- A határköltségfüggvény ugyanazon pontban éri el a függőleges tengelyt, ahol az átlagos változó költségfüggvény.
- Ha a nemnegatív valós szám, akkor a határköltségfüggvény 0 és a közötti határozott integrálja, vagyis a határköltséggörbe alatti terület a [0;a] intervallumon, az a kibocsátási szinthez tartozó változó költséggel egyenlő.

## Jelentősége
A határköltségfüggvény a vállalatok profitmaximalizálása során fontos szerepet játszik, ugyanis az a kibocsátási szint lesz profitmaximalizáló, amelynél a profitfüggvény deriváltja 0, azaz a határbevétel egyenlő a határköltséggel:
Határköltség-alapú árképzésről beszélünk, ha egy vállalat az általa termelt jószágnak a határköltségével egyenlő árat állapít meg. Ha a jószág piacának összes eladója (vállalata) határköltség-alapú árképzést alkalmaz, akkor piaci egyensúlyban a jószághoz tartozó ár-kibocsátás kombináció éppen a piaci keresleti függvény és a határköltséggörbe metszéspontjában lesz. Ez az egyensúly Pareto-hatékony, mert minden olyan jószágegység megtermelésre került, amelynek a termelési költsége (vagyis a határköltség) kisebb a rezervációs áránál (annál a maximális értéknél, amit a vásárló(k) még hajlandóak adni a jószágegységért). A határköltség-alapú árképzés tehát az árképzés társadalmi szempontból leghatékonyabb formája.
Tökéletes verseny esetén minden vállalat kénytelen határköltség-alapú árképzést alkalmazni, mert a vállalatok árelfogadóak, vagyis úgy gondolják, hogy nem képesek alakítani a piaci árat; ekkor viszont az ár a verseny hatására egészen a határköltségig csökken.